# NXT Halloween Havoc (2024)
NXT Halloween Havoc 2024 року — це шоу професійного реслінгу, організоване американською компанією WWE. Це був п'ятий щорічний захід Halloween Havoc, проведений під брендом розвитку талантів NXT й 17-й захід з даною назвою загалом. Подія відбулася 27 жовтня 2024 року в Giant Center в Герші, штат Пенсільванія. Це був другий захід NXT Halloween Havoc, який відбувся у форматі прямої трансляції, після 2022 року, оскільки заходи 2020, 2021 та 2023 років були телевізійними спецвипусками NXT, а також дане шоу 2024 року повернуло захід до формату одного вечора, оскільки шоу 2023 року проходило два вечори з різницею у тиждень. 

## Матчі
| №                                                    | Результати                                                                          | Умови | Час   |
| ---------------------------------------------------- | ----------------------------------------------------------------------------------- | --- | ----- |
| 1                                                    | Тоні Д'Анджело (c) переміг Обу Фемі утриманням опонента.                            | Матч зі столами, драбинами й лякачками за Чемпіонство Північної Америки NXT Тип матчу було визначено обертанням рулетки Матч можна виграти лише утриманням/підкоренням                  | 15:20 |
| 2                                                    | Джулія та Стефані Вакер перемогли Роксанн Перес та Кору Джейд утриманням опонентки. | Командний матч | 14:15 |
| 3                                                    | Рідж Голланд переміг Андре Чейза зачинивши опонента у швидкій.                      | Матч з швидкою | 14:30 |
| 4                                                    | Феллон Генлі перемогла Келані Джордан (c) утриманням опонентки.                     | Гаунтлет-матч за Чемпіонство Північної Америки NXT серед жінок Fatal Influence (Джейсі Джейн, Джазмін Нікс й Феллон Генлі) обрали рулеткою гаунтлет-матч, в якому всі вони взяли участь | 14:15 |
| 5                                                    | Трік Вільямс (c) переміг Ітана Пейджа утриманням опонента.                          | Матч за правилами «Чортового Ігрища» за Чемпіонство NXT Тип матчу було визначено обертанням рулетки                                                                                     | 18:00 |
| \| (c) \| – чемпіон(-и) на момент старту поєдинку \| |                                                                                     | |       |
| (c)                                                  | – чемпіон(-и) на момент старту поєдинку                                             | |       |

1. ↑  Матч без дискваліфікацій, відрахувань та з утриманням/підкоренням будь-де